# Michel Lambeth
Michel Lambeth (21. dubna 1923, Toronto – 9. dubna 1977) byl kanadský fotograf. V 50. letech provedl hloubkovou fotografickou studii Toronta a v 60. letech byl jedním z předních fotožurnalistů v zemi.

## Životopis
Thomas Henry Lambeth se narodil v Torontu v roce 1923. Po službě v kanadských ozbrojených silách (1941–1944) studoval umění v Londýně a Paříži (kde si změnil jméno na „Michel“). V roce 1952 se vrátil do Kanady jako umělec s manželkou a dosud neurčenou cestou umělecké tvorby. Pracoval jako úředník na radnici v Torontu a v noci experimentoval s filmem.
V roce 1955 začal fotografovat fotoaparátem Rolleiflex (čtvercový formát 2¼), inspirován torontskými čtvrtěmi Kensington a St. Lawrence Market, zahájil intenzivní studium pulzujícího pouličního života Toronta. V letech 1956 až 1958 pracoval s fotoaparátem Leica (kinofilm 35 mm). Jeho hrdiny ve fotografii byli osobnosti jako Henri Cartier-Bresson nebo Brassai a stejně jako oni se snažil ve svých objektech prostřednictvím fotoaparátu zachycovat „rozhodující okamžik“ (jak jej Cartier-Bresson nazval ve své přelomové knize z roku 1952, The Decisive Moment). Podle zdrojů byla jeho fotografická tvorba popisována v evropském stylu, zprostředkovávající příběh lidského zájmu, soucitně zobrazený a vyprávěný.
V roce 1972 řekl o své práci:
„Po šesti letech v Evropě mě návrat do Kanady vrátil zpět do ulic Toronta, kde jsem vyrůstal. První obrázky byly extrémně nostalgické. Fotografoval jsem děti a vnoučata Makedonců, Řeků, Angličanů, Irů, Skotů, kteří přišli do Toronta – stejně jako můj otec – kolem roku 1910. Fotografoval jsem lidi mně rovné, jako by jednoho dne náhle zmizeli – jako jsem na chvíli já – do války v Evropě nebo jinam.“

Zároveň pokračoval v psaní beletrie. V roce 1959 se stal fotografem na plný úvazek na volné noze. Jeho fotografie byly publikovány v magazínech Life, Star Weekly a Maclean's, stejně jako se stal recenzentem časopisů a fotografoval Isaacs Group, umělce přidružené k Isaacs Gallery.
V letech 1962 až 1964 fotografoval komunitu farnosti St. Nil, Gaspé, Quebec, pro Star Weekly, který jej však nezveřejnil (negativy později získala divize Still Photography Division National Film Board). V roce 1965 měl Lambeth samostatnou výstavu v Isaacs Gallery. V roce 1967 vydal sbírku historických fotografií, které se ukázaly být dílem fotografa města Toronto Arthura Gosse v jeho knize Made in Canada. V roce 1968, ačkoli Star Weekly přestal vycházet, jeho práce byla zařazena na skupinové výstavy v USA a Francii a v roce 1969 měl samostatnou výstavu v National Film Board (dnes Kanadský fotografický institut v Národní kanadské galerii).
V roce 1972 zareagoval na angažování amerického hlavního kurátora v Ontarijské umělecké galerii a spolu s dalšími se připoutal řetězem k nábytku v prostorách galerie, aby získal pozornost médií. V roce 1973 pracoval pro Toronto Free Theatre jako přidružený umělec, ale honorář byl skromný. Pokračoval ve své angažovanosti v kulturní politice, často proti Ontarijské umělecké galerii, protestoval proti Henry Moore Sculpture Centre a fotografické výstavě organizované oddělením Extension, stejně jako protestoval proti projektu Bicentennial National Film Board. V roce 1976 zjistil, že nemůže najít práci a odešel na sociální pomoc.

## Dědictví
Lambeth zemřel v roce 1977 a zanechal po sobě archiv „tisíců negativů“.
Po jeho smrti uspořádala galerie National Film Board v Ottawě poctu jeho práci. Zápis v The Ottawa Citizen nazval Lambetha „nezávislým fotografem v Kanadě předtím, než to bylo přijatelné nebo dokonce úctyhodné“. Ottawa Journal napsal, že „Lambeth vytvořil citlivý sociální dokument o životech lidí z dělnické třídy, odhalující jejich vnitřní sílu a důstojnost“.
Kanadská knihovna a archivy uspořádaly v roce 1986 velkou retrospektivní výstavu Michel Lambeth: Fotograf, kurátorem byl Michael Torosian. U příležitosti výstavy vydal v roce 1987 Michael Torosian limitovanou edici knihy Michel Lambeth: The Confessions of a Tree Taster (Vyznání ochutnávače stromů), Lambethovy vzpomínky na jeho mládí, jeho objevování Evropy, lásky a umění. V roce 1989 Maia-Mari Sutnik pro Ontarijskou uměleckou galerii připravila velký přehled jeho díla a také doprovodný katalog Michel Lambeth: Fotograf s poctami od malíře Johna Boylea, básníka Jamese Reaneyho, filmařky Joyce Wielandové nebo obchodníka s uměním Avroma Isaacse. Na oslavu klíčové role Isaacs Gallery a umělců spojených s Avromem Isaacsem a jako součást větší výstavy s názvem Isaacs Seen sestávající ze čtyř poct Isaacsovi ve spolupráci s Torontskou univerzitu Art Centre, Hart House (Justina M. Barnicke Art Gallery) a Textile Museum of Canada, Art Gallery of Ontario udělala v roce 2005 doplňkovou výstavu pro dvě osoby s názvem Isaacs Seen: Two on the Scene Michela Lambetha a Tessa Taconise.
V roce 2014 vydala Kanadská pošta sedm poštovních známek na poctu mistrům fotografie. Mezi nimi byla fotografie Michela Lambetha z klášterní školy svatého Josefa pořízená v roce 1960.